# Акунья, Рикардо
Рикардо Хорхе Акунья Райман (исп. Ricardo Jorge Acuña Raimann; род. 13 января 1958 года в Сантьяго, Чили) — бывший профессиональный чилийский теннисист, победитель трёх турниров ATP в парном разряде. 
В марте 1986 года вошёл в ТОП-50 одиночного разряда в рейтинге ATP.
После окончания спортивной карьеры Акунья занимал должность директора по теннису в штаб-квартире ATP в Понте-Ведра-Бич, штат Флорида. В настоящее время он работает в штабе развития игроков USTA в качестве национального тренера в мужском теннисе.

## Рейтинг на конец года
| Год  | Одиночный рейтинг | Парный рейтинг |
| 1989 | 530               | 601            |
| 1988 | 163               | 165            |
| 1987 | 199               | 208            |
| 1986 | 171               | 71             |
| 1985 | 57                | 71             |
| 1984 | 152               | 97             |
| 1983 | 91                |                |
| 1982 | 99                |                |
| 1981 |                   |                |
| 1980 | 151               |                |
| 1979 | 312               |                |
| 1978 | 232               |                |

По данным официального сайта ATP на последнюю неделю года.

## Титулы за карьеру

### Парный разряд (3)
| №  | Дата           | Турнир            | Покрытие | Партнёр     | Соперники в финале             | Счёт в финале |
| -- | -------------- | ----------------- | -------- | ----------- | ------------------------------ | ------------- |
| 1. | 14 окт 1985    | Тулуза, Франция   | Хард (i) | Якоб Хласек | Павел Сложил Томаш Шмид        | 3-6, 6-2, 9-7 |
| 2. | ноябрь 1986    | Хьюстон, США      | Ковёр    | Брэд Пирс   | Майк Лич Чип Хупер             | 6-4, 7-5      |
| 3. | 31 января 1988 | Гуаружа, Бразилия | Хард     | Люк Дженсен | Диего Перес Бурин Хавьер Франа | 6-1, 6-4      |